# كريستيان ديفوراك
كريستيان ديفوراك (بالإنجليزية: Christian Dvorak)‏ هو لاعب هوكي الجليد أمريكي، ولد في 2 فبراير 1996 في Palos Township, Illinois ‏ في الولايات المتحدة.

## وصلات خارجية
- كريستيان ديفوراك على موقع دوري الهوكي الوطني (الإنجليزية)
- كريستيان ديفوراك على موقع EliteProspects.com (الإنجليزية)
- كريستيان ديفوراك على موقع HockeyDB.com (الإنجليزية)
- كريستيان ديفوراك على موقع Hockey-Reference.com (الإنجليزية)